# Siphonorhis americana
Siphonorhis americana é uma espécie de ave da família Caprimulgidae.
É endémica da Jamaica.
Os seus habitats naturais são: florestas secas tropicais ou subtropicais e matagal árido tropical ou subtropical.
Está ameaçada por perda de habitat.